# 凱尼鎮區 (阿肯色州內華達縣)
凯尼鎮區（英語：Caney Township）是位於美國阿肯色州內華達縣的一個行政鎮區。

## 地方資料
凯尼鎮區的面積為94.92平方千米，當中陸地面積為94.41平方千米，而水域面積為0.51平方千米。根據2010年美國人口普查的數據，當地共有人口539人，而人口密度為每平方千米5.68人。